# Улица Добровольского (Калуга)
Улица Добровольского — улица в исторической части Калуги, проходит от улицы Циолковского до Яченской улицы. Протяжённость улицы около 600 м.

## История
Направление улицы наметилось к концу XVII века, начальный участок улицы был запланирован на градостроительном плане 1778 года. Историческое название части улицы, выходящей к границе города у реки Яченки — Теличеевская, от неё до Георгиевской улицы шла Ртищевская. С установлением советской власти обе прежние улицы были переименованы в Проспект (позднее — улицу) 1905 года, в память Первой русской революции.
Современное название в память советского космонавта Г. Т. Добровольского (1928—1971), трагически погибшего при спуске с орбиты космического корабля «Союз-11», мемориальная доска установлена на д. 28. Выбор этого района для такого наименования улицы объясняется близкой его расположенностью к Музею космонавтики.
Улица сохраняла проезд к улице Гагарина до возведения ТЦ (ул. Гагарина, д. 1А).
Застройка улицы — в основном жилые дома типовых проектов, возведённые в начале 1970-х годов.

## Достопримечательности
д. 21 — Жилой дом
Арт-объект «Камень», сквер Добровольского